# Виллар, Луи-Мари де Бранкас
Луи-Мари-Бюфиль (Батист) де Бранкас (фр. Louis-Marie-Bufile (Baptiste) de Brancas; 12 мая 1772, Париж — 2 мая 1852, там же), герцог де Виллар — французский государственный деятель.

## Биография
Сын графа Бюфиля-Антуана-Леона де Бранкаса и Мари-Луизы де Лёвендаль, внук Луи II де Бранкаса.
По сведениям «Словаря французских парламентариев» был майором 7-го гусарского полка, затем полковником 11-го кирасирского полка (31.12.1807), офицером ордена Почетного легиона. Эти данные совпадают с деталями биографии его двоюродного брата барона Империи Антуана-Констана де Бранкаса, и основаны на ошибочном сообщении Жана-Батиста де Курселя, смешивающего этих двух лиц.
Курсель знал о существовании пэра Франции герцога де Бранкаса, своего современника, но указал его как N де Бранкаса, считая сыном Луи-Альбера де Бранкаса, герцога де Сереста, который приходился Луи-Мари дядей.
В декабре 1822 года стал наследником титулов своего дяди Луи-Леона де Бранкаса, герцога де Виллара. 12 апреля 1825 года по наследственному праву занял место в Палате пэров. Остался в ее составе после Июльской революции и до конца правления Луи-Филиппа.

## Семья
Жена (18.05.1807): Каролин-Гислен де Родоан (ум. 9.12.1848), дочь графа Огюста де Родоана и Вильгельмины де Мерод, княгини де Рюбампре
Дети:
- Вильгельмина (1815—6.05.1845). Жена (25.12.1837): барон Эли де Коммай (1786—1857)
- Иоланда (1818—2.05.1859). Муж (9.11.1846): Мари Фердинанд Ибон (1807—1892), граф де Фроан

Луи-Мари был последним герцогом де Виллар из дома Бранкас и последним мужским представителем этого дома. Его зять Фердинанд Ибон принял титул герцога, но апелляционный суд департамента Сена запретил ему его носить.